# Sälgsjön (Valbo socken, Gästrikland)
Sälgsjön är en sjö i Gävle kommun i Gästrikland och ingår i Gavleåns huvudavrinningsområde. Sjön har en area på 0,855 kvadratkilometer och ligger 55 meter över havet. Sjön avvattnas av vattendraget Rökärrsbäcken.

## Delavrinningsområde
Sälgsjön ingår i det delavrinningsområde (672070-157066) som SMHI kallar för Utloppet av Sälgsjön. Medelhöjden är 60 meter över havet och ytan är 8,36 kvadratkilometer. Det finns inga avrinningsområden uppströms utan avrinningsområdet är högsta punkten. Rökärrsbäcken som avvattnar avrinningsområdet har biflödesordning 3, vilket innebär att vattnet flödar genom totalt 3 vattendrag innan det når havet efter 13 kilometer. Avrinningsområdet består mestadels av skog (71 procent) och sankmarker (13 procent). Avrinningsområdet har 0,86 kvadratkilometer vattenytor vilket ger det en sjöprocent på 10,3 procent.